# Cymbeline’s Castle

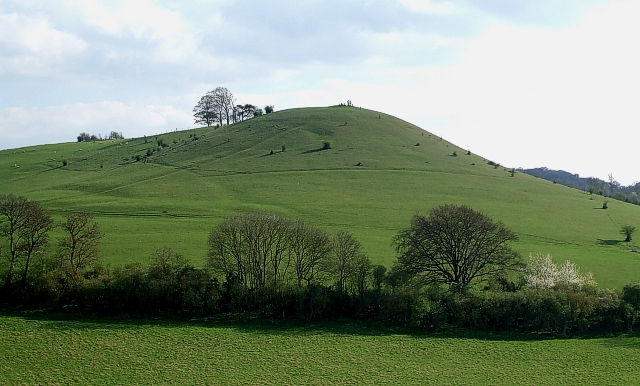
Cymbeline’s Castle vom Kirchturm in Ellesborough aus.

Cymbeline's Castle, auch Cymbeline's Mound oder Belinus's Castle, ist eine abgegangene Burg in den Wäldern nördlich des Dorfes Great Kimble in der englischen Grafschaft Buckinghamshire. Es gilt als Scheduled Monument.
Der Mound der ehemaligen Motte hat einen Durchmesser von ungefähr 42 Metern und ist an drei Seiten von einem Graben umgeben. Außerhalb dieses Grabens liegen zwei weitere Burghöfe. In den Burghöfen wurden Tonfragmente aus dem 13. bis 15. Jahrhundert gefunden. Fundstücke aus der Eisenzeit und aus der Zeit römischer Besatzung Britanniens hat man östlich der Ruinen ausgegraben. Etwas westlich des Geländes finden sich Überreste einer weiteren Motte, sowie eine Einfriedung mit Graben und einer römischen Villa.
Der Name der Burg verbindet sie mit dem inselkeltischen König Cunobelinus (Cymbeline), auch wenn dies eine Vorstellung aus viktorianischer Zeit ist. (Es gibt auch eine Theorie, dass die nahegelegenen Dörfer Great Kimble, Little Kimble und Kimble Wick nach Cymbeline benannt wurden, aber die wurde widerlegt, da „Kimble“ eher eine Beschreibung des Hügels ist als ein Name.)
Eine lokale Sage berichtet, dass der Teufel erscheint, wenn man siebenmal um den Mound läuft.